# Andranik Hakobyan
Andranik Hakobyan (in armeno Անդրանիկ Հակոբյան?; Echmiadzin, 6 ottobre 1981) è un pugile armeno.

## Palmarès

### Mondiali dilettanti
- 1 medaglia:
  - 1 argento (Milano 2009 nei pesi medi)

### Coppa del mondo
- 1 medaglia:
  - 1 oro (Mosca 2008 nei pesi medi)